# Porta Tosa (romana)
Porta Tosa (lat. Porta Tonsa) era una delle aperture stradali ricavate nella cinta muraria romana della città di Mediolanum, l'odierna Milano. Fu demolita durante l'assedio di Milano del 1162.

## Storia
Costruita durante il periodo repubblicano dell'epoca romana, era ricavata nella cinta delle mura romane di Milano. Venne fatta presumibilmente erigere, insieme alle mura, da Cesare dopo l'assunzione di Mediolanum al rango di municipium nell'anno 49 a.C., oppure in seguito da Ottaviano. Sorgeva nei pressi del porto fluviale romano di Milano, da cui il nome della porta (tonsa in latino significa "remo").
Fu demolita, insieme alle relative mura, durante l'assedio di Milano del 1162, che fu opera di Federico Barbarossa. Altre importanti azioni di guerra a cui partecipò la porta furono l'assedio di Milano del 268, l'assedio di Milano del 402, l'assedio di Milano del 452 e l'assedio di Milano del 538-539.

## Descrizione
A Porta Tosa si giungeva, dall'interno delle mure cittadine, seguendo la via Quintana. Dall'altro lato di quest'ultima di apriva invece Porta Giovia. Poco fuori da Porta Tosa, oltre le mura cittadine, era presente uno dei quattro castelli difensivi di Mediolanum, l'Arx Romana. Da Porta Tosa usciva la via Regina, strada romana che raggiungeva il porto fluviale di Cremona.
Lungo via Quintana si trovavano il foro romano di Milano (che era situato al suo incrocio con il cardo) e la zecca di Mediolanum. Porta Tosa era situata, considerando l'urbanistica della Milano odierna, lungo la moderna via Rastrelli, poco prima del suo incrocio con via Larga.

## Mappa

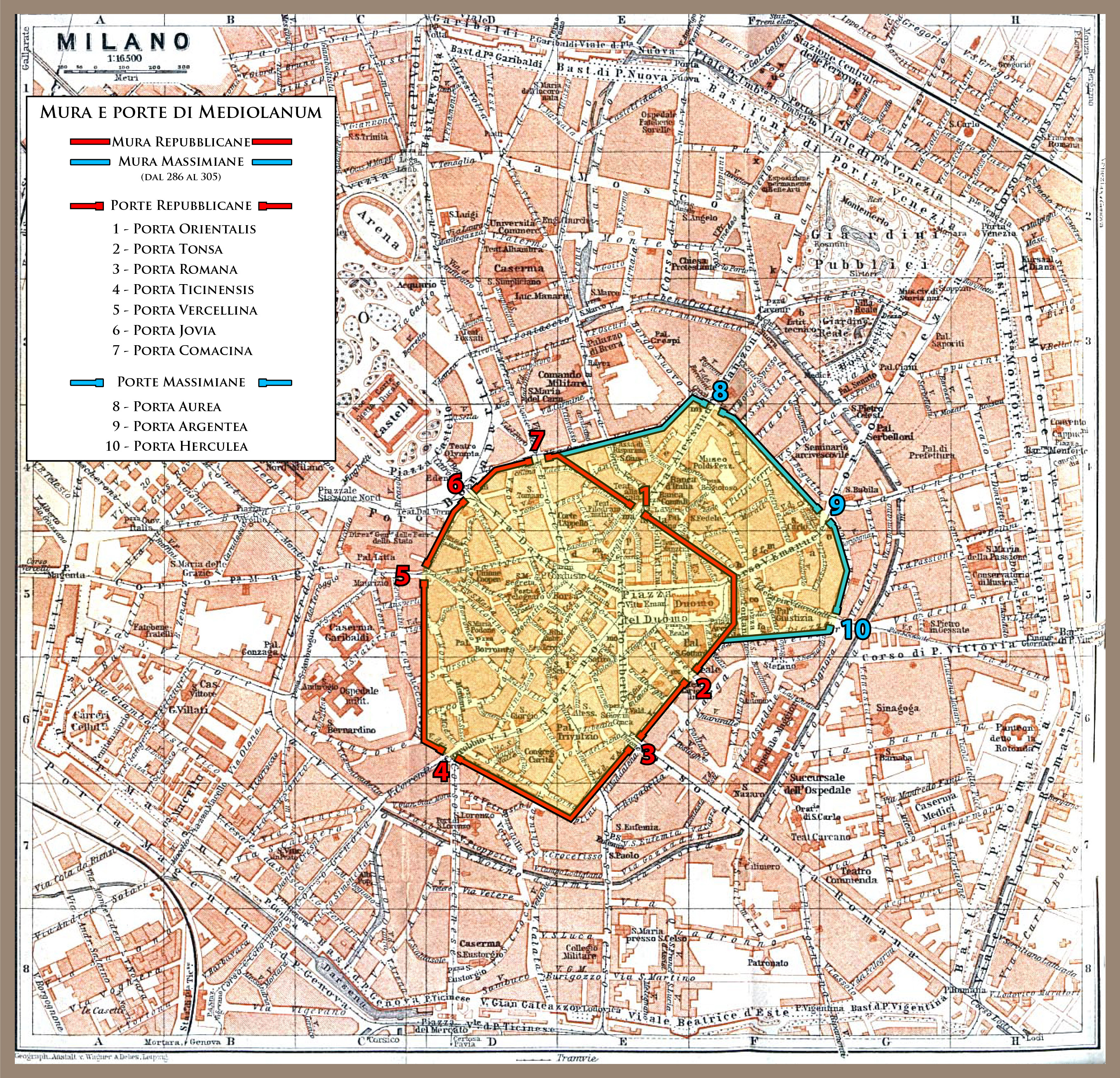
Il tracciato delle mura romane di Milano, con relative porte, riportato su una mappa moderna di Milano. In rosso il tracciato delle mura repubblicane, in azzurro quello della loro estensione realizzata in epoca massimiana